# Heinrich von Wintzingerode (Politiker)
Freiherr  Heinrich Philipp Rudolph Levin von Wintzingerode (* 19. November 1806 in Hanau; † 20. März 1864 in Gräfenberg, Österreichisch-Schlesien) war ein deutscher Kammerherr und Regierungspräsident im Herzogtum Nassau. 

## Leben
Heinrichs Familie stammt aus dem heute thüringischen Eichsfeld. Er ist der dritte Sohn des hessen-kasselschen Kammerrates Levin von Wintzingerode (1768–1813) und der Amalie von Motz. Seine Brüder waren der spätere Staatsminister Friedrich Freiherr von Wintzingerode und der Generalleutnant Adolph Freiherr von Wintzingerode. 
Seit 1827 war er Mitglied des Corps Saxonia Jena II. Am 2. Juni 1842 heiratete er in Wiesbaden Therese Adolfine Luise Caroline von Preen (1822–1913), Tochter des herzoglich nassauischen Generalleutnants und Kammerherrn Friedrich Christian Theodor von Preen (1787–1856) und der Freiin Auguste Alexandrine Karoline Philippine, geborene von Dungern (1801–1868). 
Während der Schleswig-Holsteinischen Erhebung wurde Wintzingerode als Reichskommissar der deutschen Reichsregierung für das Herzogtum Lauenburg eingesetzt. In dieser Funktion setzte er am 13. Mai 1849 das liberale Staatsgrundgesetz für das Herzogtum in Kraft, das von der dortigen Landesversammlung beschlossen worden war. Es hätte das Land in eine konstitutionelle Monarchie mit dem Friedrich VII. (Dänemark) als Herzog überführt, wurde aber bald von der dänischen Zentralgewalt wieder aufgehoben. Im Jahr 1851 wurde Wintzingerode zum Präsidenten der Regierung des Herzogtums Nassau berufen und blieb bis zu seinem Tod in diesem Amt. In der nassauischen Landesregierung waren im Wesentlichen die Kompetenzen der modernen Innen-, Kultus-, Justiz-, Wirtschafts-, Landwirtschafts- und Gesundheitsministerien gebündelt. Wintzingerode war auch Mitglied des nassauischen Staatsrates.
Er starb während eines Kuraufenthaltes in Österreichisch-Schlesien.

## Ehrungen
- Großkomtur des Militär- und Zivildienst-Ordens Adolphs von Nassau
- Roter Adlerorden
- Ehrenritter des Johanniterordens